# Колядинець
Коляди́нець — село в Україні, у Синівській сільській громаді Роменського району Сумської області. Населення становить 705 осіб. Колишній центр Колядинецької сільської ради.
Після ліквідації Липоводолинського району 19 липня 2020 року село увійшло до Роменського району.

## Географія
Село Колядинець розташоване уздовж русла струмка, що пересихає на 5 км. На відстані до 1.5 км розташовані села Колісники, Великий Ліс, Греки та Костяни.
Найближчі міста: Гадяч (20.8км), Лебедин (47.7км), Зіньків (50.0км). Найближчий історично-культурний центр місто Путивль на відстані 71.5 км і місто Миргород (74.9 км).
Найближчі аеропорти: DNK — Міжнародний аеропорт Дніпро (234.5 км) і HRK — Міжнародний аеропорт Харків (255.2 км)

## Назва
Стосовно походження назви існує кілька версій. Версія про те що селом володів пан чи поміщик Колядин малоймовірна. За переказами старожилів та в списках землевласників Полтавської губернії немає навіть співзвучного прізвища. Версія про те що колядинці гарно колядували скоріше жартівлива ніж правдоподібна.
Дехто висловлював припущення, що першим жителем села був «Коля», який жив один і якого називали Коля Одинець, а потім нібито з часом літера «о» випала, загубилася. Без підтвердження це припущення прийняти важко, хоча прізвище Одинець в селі поширене досить давно.
Ще за однією версією, дозвіл на заснування поселення отримав хтось із роду Колядинських, який був досить відомим в той час.

## Історія
- Село засноване в першій половині XIX ст.
- Село постраждало внаслідок геноциду українського народу, проведеного урядом СРСР 1923—1933 та 1946–1947 роках, кількість встановлених жертв — 72 людей[2].

## Економіка
- Сільськогосподарський виробничий кооператив «Колядинець».

## Соціальна сфера
- Заклад освіти-Колядинецький навчально-виховний комплекс, Бібліотека, сучасний сільський будинок культури.

## Спортивна та культурна сфера
Існує місцева футбольна команда «Україна» (Колядинець), яка бере участь в Чемпіонаті району з футболу сезону 2014 року, серед яких також є команди: «Сокіл» (Капустинці), «Старт» (Синівка), «Вікторія» (Семенівка), «Арсенал» (Русанівка), «Легіон» (Липова Долина), «Янтар» (Беєве) та Кристал (Калінінське).

## Релігія
Біля колгоспної їдальні знаходиться молитовний дім. Раніше в цьому будинку навчались учні молодших класів Колядинецької середньої школи, потім був дитячий садок, проживав у цьому будинку і художній керівник Колядинецького будинку культури Мельник Іван Степанович. Потім цей будинок був занедбаний. Його придбали місцеві християни віри євенгельської. Протягом не одного року його капітально відремонтовували. Тепер його невзнати. Навіть підведено і газ. Відкрився молитовний дім 2003 році. Служби божі веде священнослужитель молитовного дому пастор Пось Іван Олексійович. Церкви у селі не існує. Не діють ніякі інші релігійні громади.

## Персоналії
- Авраменко Іван Гаврилович (1923) — художник-оформлювач (графік, живописець).
- Авраменко Сергій Григорович (1977—2014) — солдат Збройних сил України, учасник російсько-української війни.
- Педич Володимир Олексійович (1976—2022) — український військовий, що трагічно загинув під час російського вторгнення в Україну в лютому-березні 2022 року.
- Мальцев Олексій Павлович (1981 - 2022)  — український військовий, що трагічно загинув під час російського вторгнення в Україну в лютому-березні 2022 року.